# Arvi Järventaus

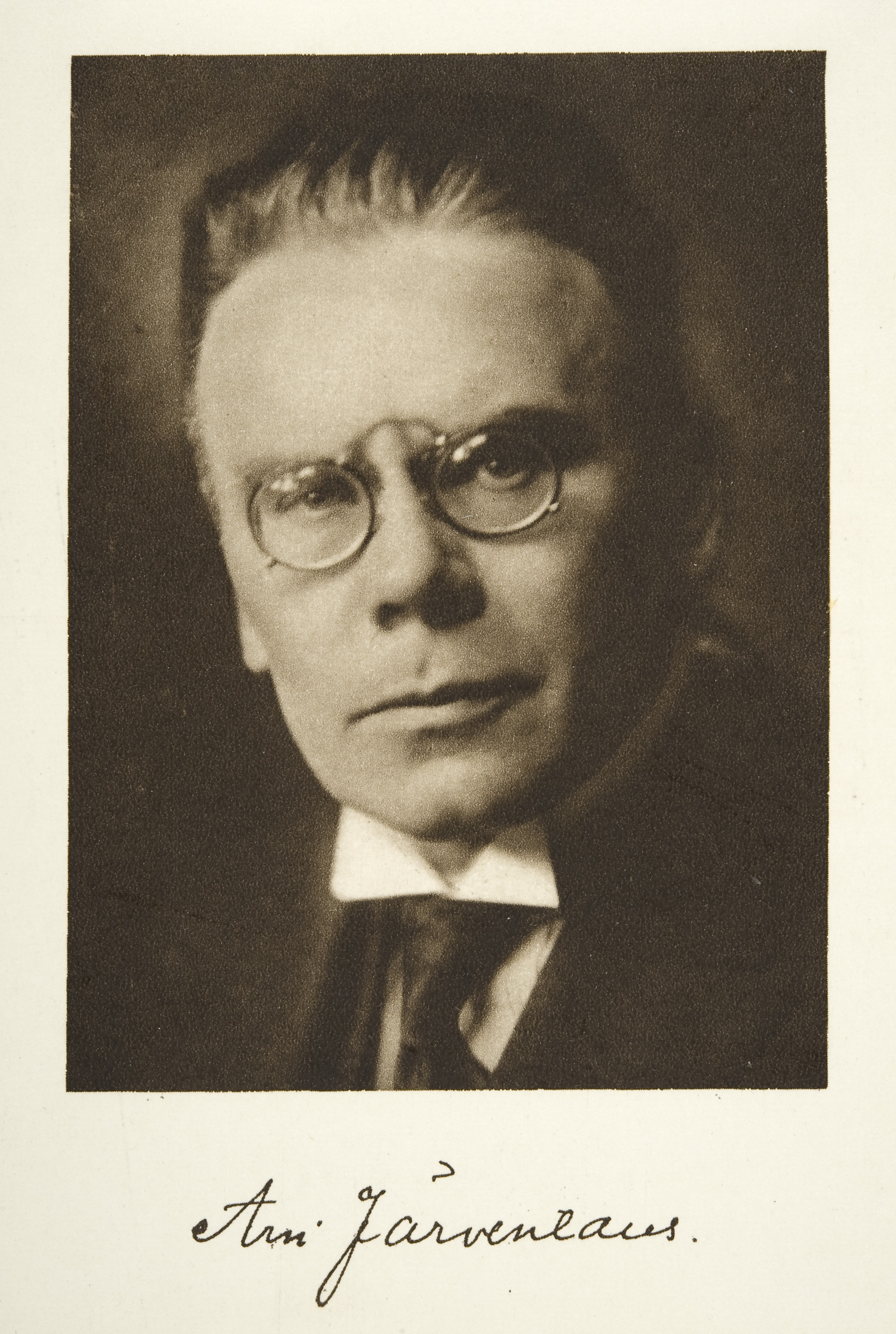
Arvi Järventaus på 1930-talet.

Heikki Arvi Järventaus (till 1908 Ockenström), född 17 december 1883 i Uleåborg, död 5 juni 1939 i Gustav Adolfs, var en finländsk präst och författare.
Järventaus prästvigdes 1908 och verkade 1910–1916 som kaplan i Enontekis. Under kriget 1918 var han fältpräst vid fronten och därefter 1918–1923 kyrkoherde i Sodankylä, varifrån han 1920 deltog i expeditionen till Petsamo. 1923 utsågs han till kaplan i Tusby, där han verkade återstoden av sitt liv och bland annat knöt vänskapsband med Eino Leino.
Författaren Järventaus publicerade ett trettiotal böcker, huvudsakligen romaner och novellsamlingar. Han skrev främst om Lappland och dess folk; av hans böcker kring detta tema kan nämnas den klassiska Lapplandsskildringen Satu-Ruijan maa (1920), Maan hiljaiset (1925, svensk översättning Malmkungen, 1948) och Hyljätty kylä (1934). Järventaus behandlade kyrkans tjänare i romanerna Kirkonlämmittäjä (1919, svensk översättning Kyrkoeldaren, 1939) och Taivaallinen puuseppä (1927, svensk översättning Himlasnickaren, 1946). Han skrev vidare det fyrdelade historiska verket Rummut (1929–1930, svensk översättning Trummorna, 1951) som behandlar Finska kriget.
Järventaus blev även erkänd som författare i Ungern, där han bodde en tid; på 1930-talet författade han flera böcker om landet, vilka översattes till ungerska.